# Aeroportul Floyd Bennett Memorial
Aeroportul Floyd Bennett Memorial (IATA: GFL, ICAO: KGFL, FAA LID: GFL) este un aeroport din New York, Statele Unite ale Americii ce deservește zona Glens Falls⁠(d). Aeroportul a fost tranzitat în 2019 de 138 de pasageri. A fost numit după Floyd Bennett⁠(d).
Situat la o altitudine de 100 m, aeroportul dispune de 2 piste.

## Infrastructură

### Piste
Aeroportul dispune de 2 piste. Pista 01/19 are suprafața de asfalt și dimensiunile 5.000 picioare × 150 picioare. Pista 12/30 are suprafața de asfalt și dimensiunile 3.999 picioare × 100 picioare. 